# Henk Noort
Hendrik Jan (Henk) Noort (Oegstgeest, 6 oktober 1899 – Schiedam, 13 januari 1990) was een Nederlands tenor.
Hij was zoon van stalmeester bij stadsreiniging Albertus Noort en Maria Koomen. Hijzelf huwde Barbera Lena Herwijnen. Het echtpaar lag begraven op Begraafplaats Beukenhof in Schiedam; het graf is al vrij snel na het overlijden van de vrouw (1996) geruimd.
Het zag er in eerste instantie niet naar uit dat hij in de muziekwereld furore zou maken; hij stond in bevolkingsregisters ingeschreven als nachtportier en koopman.
Hij kreeg zijn muzieklessen van Cornelie van Zanten, die hem net als haar leerling Jacques Urlus aanraadde het operavak in te gaan. Omtrent zijn debuut als zanger bestaat enige onduidelijkheid, maar het was zeker tijdens het midden van de jaren twintig van de 20e eeuw. Een van der eerste optredens van Noort vond plaats op 10 april 1926 in Ons Huis in Rotterdam, hij was toen concertzanger. Zijn operadebuut kwam niet veel later: 21 februari 1927 bij operagezelschap Co-Opera-Tie; hij vertolkte de rol van eerste priester in Die Zauberflöte van Wolfgang Amadeus Mozart. Dit werd gevolgd door de rol van Froh in Das Rheingold van Richard Wagner. Een loopbaan als operazanger zat er voor hem niet in in Nederland en Noort trok naar Duitsland waar hij lid werd van operagezelschappen in Koblenz (1928-1929), Elberfeld (1929-1930), Staatsopera Berlijn (1931-1033), Düsseldorf (1933/1934, aangevuld met gastrollen). Af en toe was hij weer in Nederlands, zoals voor een concert op 30 juni 1935 in het Concertgebouw in de aria van Florestan O Gott, welch Dunkel hier! uit Fidelio van Ludwig van Beethoven en Graiserzahlung uit Lohengrin van Wagner; alles onder leiding van Eduard van Beinum met het Concertgebouworkest. Er zou met dat orkest tot 1947 nog twintig keer een optreden volgen, met opnieuw nadruk voor Van Beethoven en Wagner.
Na 1935 volgde een reeks gastoptredens, bijvoorbeeld bij Weense Staatsopera onder Felix Weingartner en Willem Mengelberg, Salzburg onder Arturo Toscanini. In najaar 1937 was het tijd om een concertreis naar de Verenigde Staten en Canada te maken; hij ging vergezeld door Alexander Kipnis. In 1938 was hij weer terug in Nederland met een rol in Der Freischütz van Carl Maria von Weber. Rondom en in de Tweede Wereldoorlog zong hij zowel in Nederland (hij woonde in Rotterdam) en ook Oostenrijk en Duitsland, dat niet door iedereen gewaardeerd werd maar tot een zuivering kwam het niet. Na de oorlog liep zijn loopbaan gewoon door met nog een hoogtepunt in 1949 wanneer hij (rol Melot) met Max Lorenz, Kirsten Flagstad en Hans Hotter op de planken staat bij het Holland Festival in de opera Tristan und Isolde (opnieuw Wagner). In dat jaar stokte zijn loopbaan als zanger en wijdde hij zich tot op hoge leeftijd aan zangpedagogie.
Zijn stem is bewaard gebleven middels enkele opnamen.